# 小野牛養
小野 牛養（おの の うしかい）は、奈良時代の貴族。官位は従四位下・皇后宮大夫。

## 経歴
元正朝初頭の霊亀2年（716年）従五位下に叙爵。
聖武朝初頭の神亀元年（724年）3月に海道（東北地方の太平洋沿岸地域）の蝦夷が起こした反乱を鎮圧するため、4月に任ぜられた持節大将軍・藤原宇合、副将軍・高橋安麻呂に続いて、5月に牛養も出羽国の蝦夷征討のため鎮狄将軍に任ぜられる。この遠征による成果は明らかでないが、同年11月末に宇合と牛養は平城京に帰還している。翌神亀2年（725年）閏正月に遠征した将軍らに対する叙位叙勲が行われた際、藤原宇合や高橋安麻呂は叙位叙勲を受けている。一方で、牛養は少なくとも叙位が行われた形跡がないが、天平年間には勲五等を持っていることから、この時に勲五等の勲位のみを与えられた可能性もある。
神亀5年（728年）正五位下に叙せられ、翌天平元年（729年）2月に発生した長屋王の変に際しては、右中弁として長屋王に対する罪状の糾問に参画している。同年8月に従四位下に叙せられ、9月に聖武天皇の夫人・藤原安宿媛が皇后に冊立（光明皇后）されると、牛養は皇后宮大夫に任ぜられこれに仕える。天平2年（730年）には催造司監を兼ねて平城宮の造営も担当した。
天平11年（739年）10月5日卒去。最終位階は従四位下。

## 官歴
『続日本紀』による。
- 時期不詳：正六位上
- 霊亀2年（716年） 正月5日：従五位下
- 時期不詳：従五位上
- 神亀元年（724年） 5月24日：鎮狄将軍
- 神亀5年（728年） 5月21日：正五位下
- 天平元年（729年） 2月11日：見右中弁。8月5日：従四位下。9月28日：皇后宮大夫（皇后・藤原安宿媛）
- 天平2年（730年） 9月27日：兼催造司監
- 天平6年（734年） 5月1日：見勲五等[5]
- 天平11年（739年） 10月5日：卒去（従四位下）